# Достоевская (станция метро, Люблинско-Дмитровская линия)
«Достое́вская» — станция Московского метрополитена на Люблинско-Дмитровской линии. Расположена на территории Тверского района (ЦАО) рядом с театром Российской армии под примыканием к Суворовской площади улицы Достоевского, по которой и получила своё название. Открылась 19 июня 2010 года в составе участка «Трубная» — «Марьина Роща». Колонно-стеновая станция глубокого заложения с одной островной платформой. В будущем будет связана пересадкой со строящейся одноимённой станцией на Кольцевой линии.

## Строительство
Строительство станции велось с конца 1980-х годов, однако вскоре на долгое время было заморожено. Работы были возобновлены лишь в 2007 году, когда были пройдены полностью левый и правый станционные тоннели, началась проходка центрального зала, построен один из двух наклонных эскалаторных ходов. В апреле 2009 года из-за нехватки средств на строительство было принято решение о переносе открытия станции на май 2010 года, однако открыта станция была лишь во второй половине июня.
Одной из причин переноса сроков открытия участка линии была неготовность эскалаторов станции «Марьина Роща». Встречались высказывания, согласно которым перенос сроков был связан с неготовностью (или даже «излишней трагичностью») внутреннего оформления станции.

## Открытие станции
Станция была открыта 19 июня 2010 года в составе участка «Трубная» — «Марьина Роща», после ввода в эксплуатацию которого в Московском метрополитене стало 182 станции. На открытии присутствовали мэр Москвы Юрий Лужков и начальник Московского метрополитена Дмитрий Гаев, для которых данный участок стал последним на их должностях. Высоким гостям были продемонстрированы ретропоезд и первый опытный поезд модели 81-760/761.

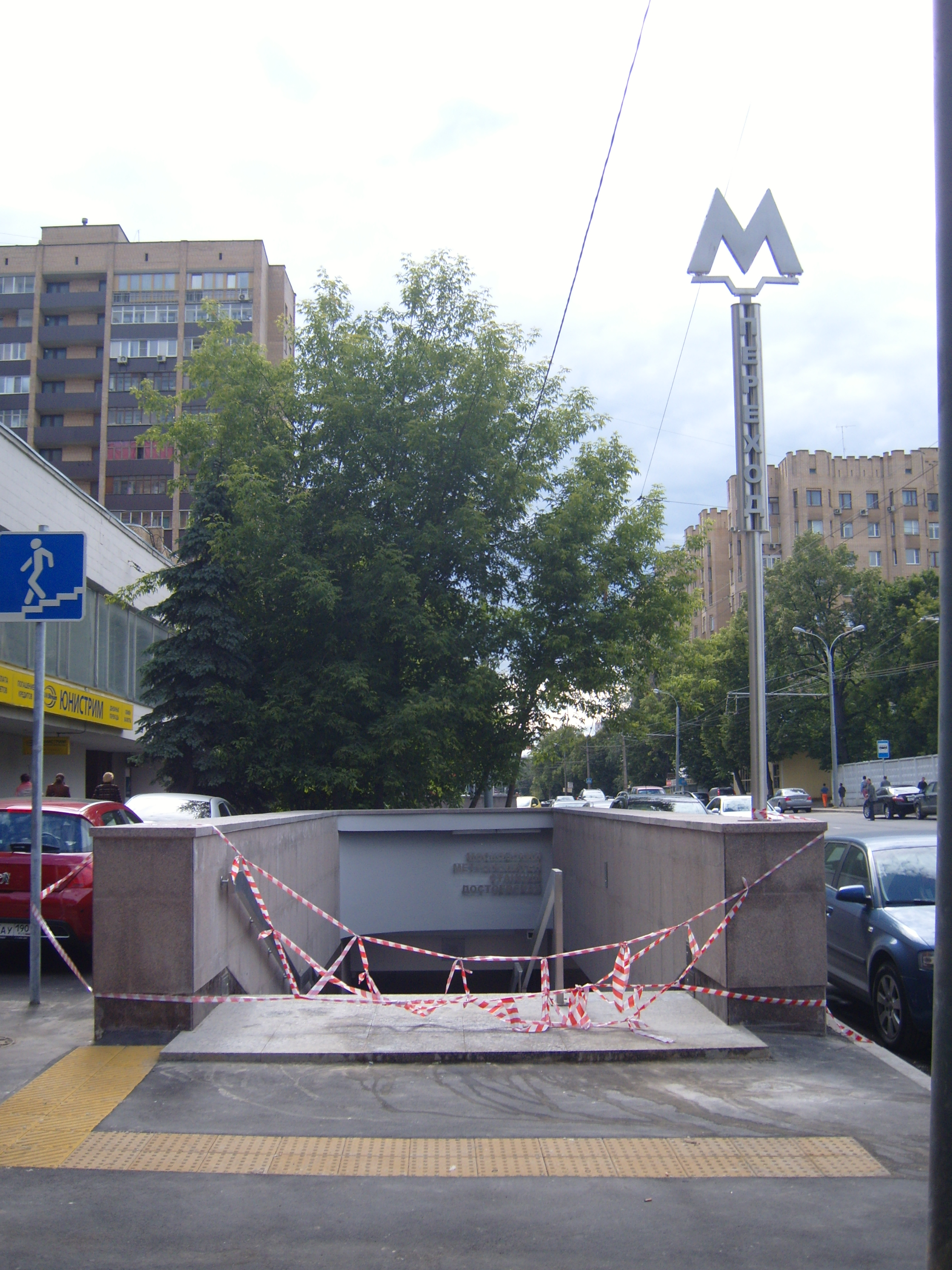
Подземный переход, совмещённый с вестибюлем станции, за день до её открытия
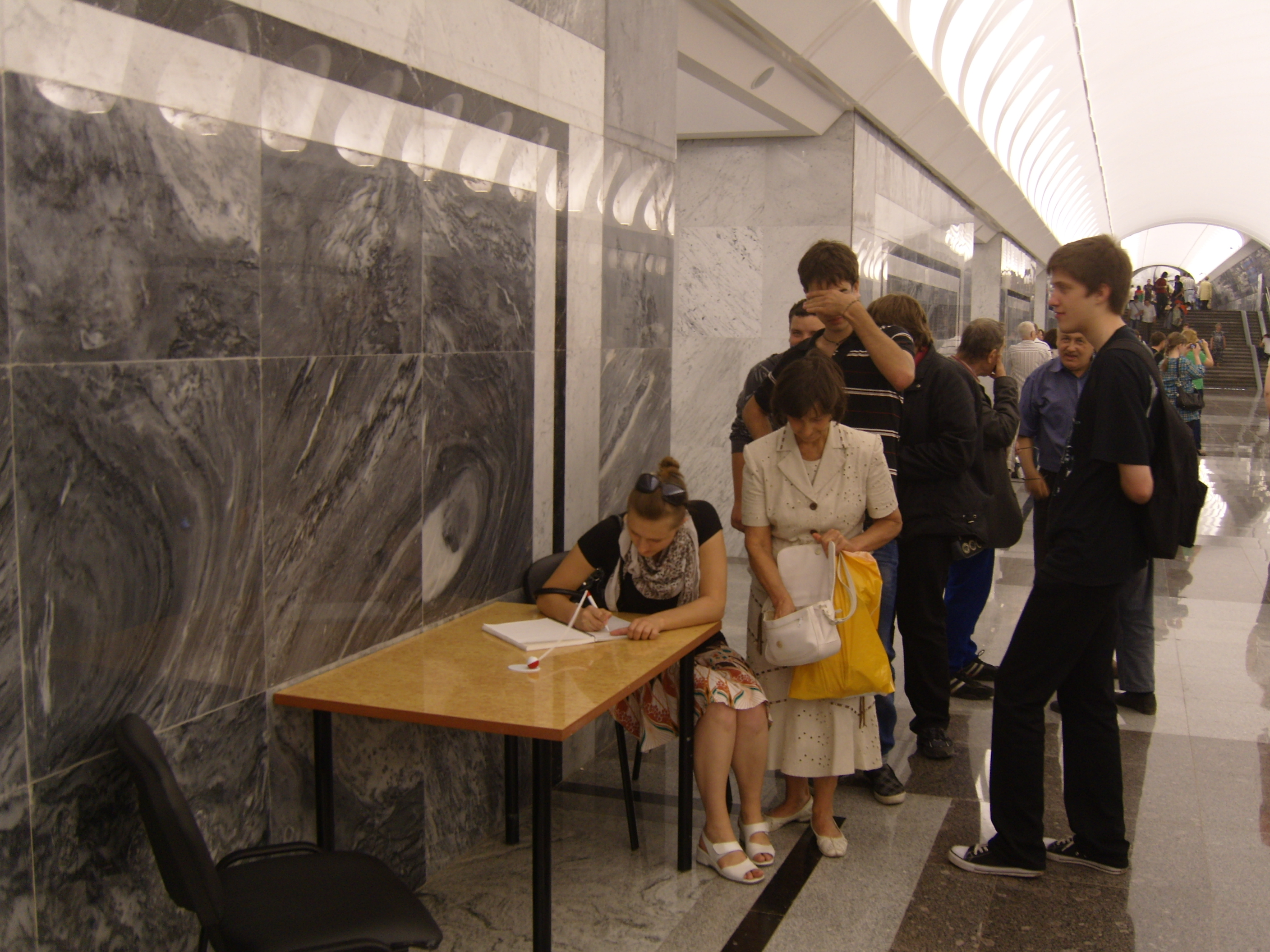
Горожане оставляют предложения на открытии станции

## Вестибюли и пересадки
Станция спроектирована с двумя выходами: первый, действующий, располагается возле Центрального академического театра Российской армии, второй (сейчас вместо него стеклянная стена), выходящий прямо на Суворовскую площадь, при необходимости может быть построен позже. Автор вестибюля — архитектор Д. В. Гурский.
Станция планировалась как пересадочный узел на Кольцевую линию, где должна быть встроена станция «Суворовская» (название сейчас — «Достоевская»). Для этого в южном торце имеется углубление, в колоннах которого были предусмотрены интервалы под эскалаторный ход и ступеньки. Разница в глубинах задела и пола планируемой станции составляет 13 м (то есть один эскалаторный проход длиной 44 м с возможностью поворота к западу пересадочных коридоров). В марте 2017 года было объявлено об отказе от строительства «Суворовской» и, соответственно, пересадки на неё. Однако в середине 2019 года было принято решение о возобновлении строительства станции.

## Наземный общественный транспорт
На этой станции можно пересесть на следующие маршруты городского пассажирского транспорта:
- Автобусы: м5, м53, с511, 538, н6

## Оформление
Опубликованные в интернете фотографии элементов отделки станции вызвали неоднозначную реакцию общественности. На стенах станции изображены сцены, иллюстрирующие четыре романа Ф. М. Достоевского («Преступление и наказание», «Идиот», «Бесы», «Братья Карамазовы»), в том числе сцены насилия (убийство старухи и Лизаветы, самоубийство Свидригайлова из «Преступления и наказания», убийство Настасьи Филипповны из «Идиота», убийство Шатова и самоубийство Ставрогина из «Бесов»). Автор мозаик, художник Иван Николаев, комментируя противоречивые реакции на оформление станции, заявил:
Если браться за тему Достоевского, то нужно соответствовать глубине и трагичности его творчества.

## Станция в кино
- Во время консервации строительства на недостроенной станции снимался фильм «Путевой обходчик», вышедший на экраны в 2007 году.

## Фотогалерея

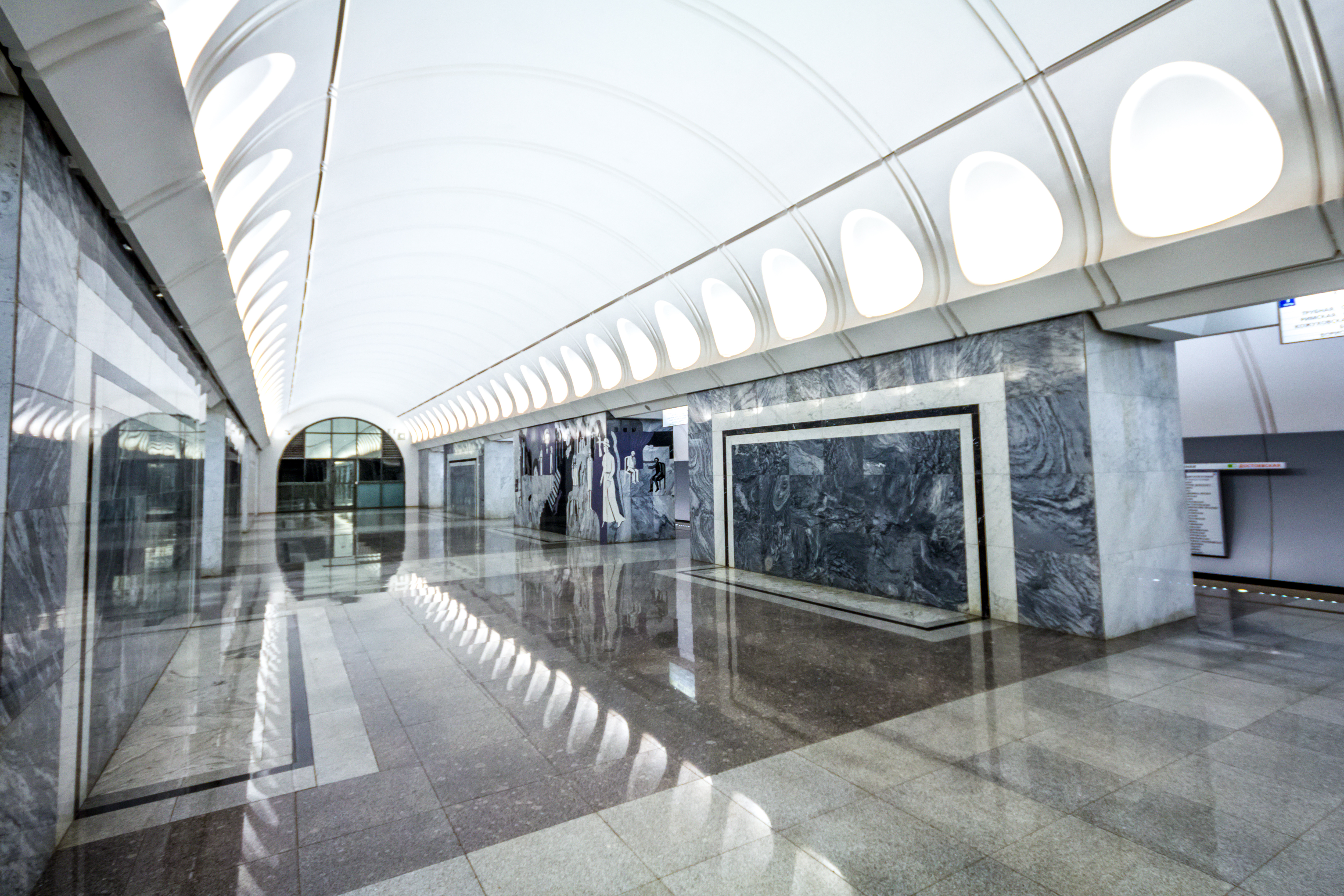
Центральный зал
Панно «Преступление и наказание»
Панно «Идиот»
Панно «Бесы»
Панно «Братья Карамазовы»
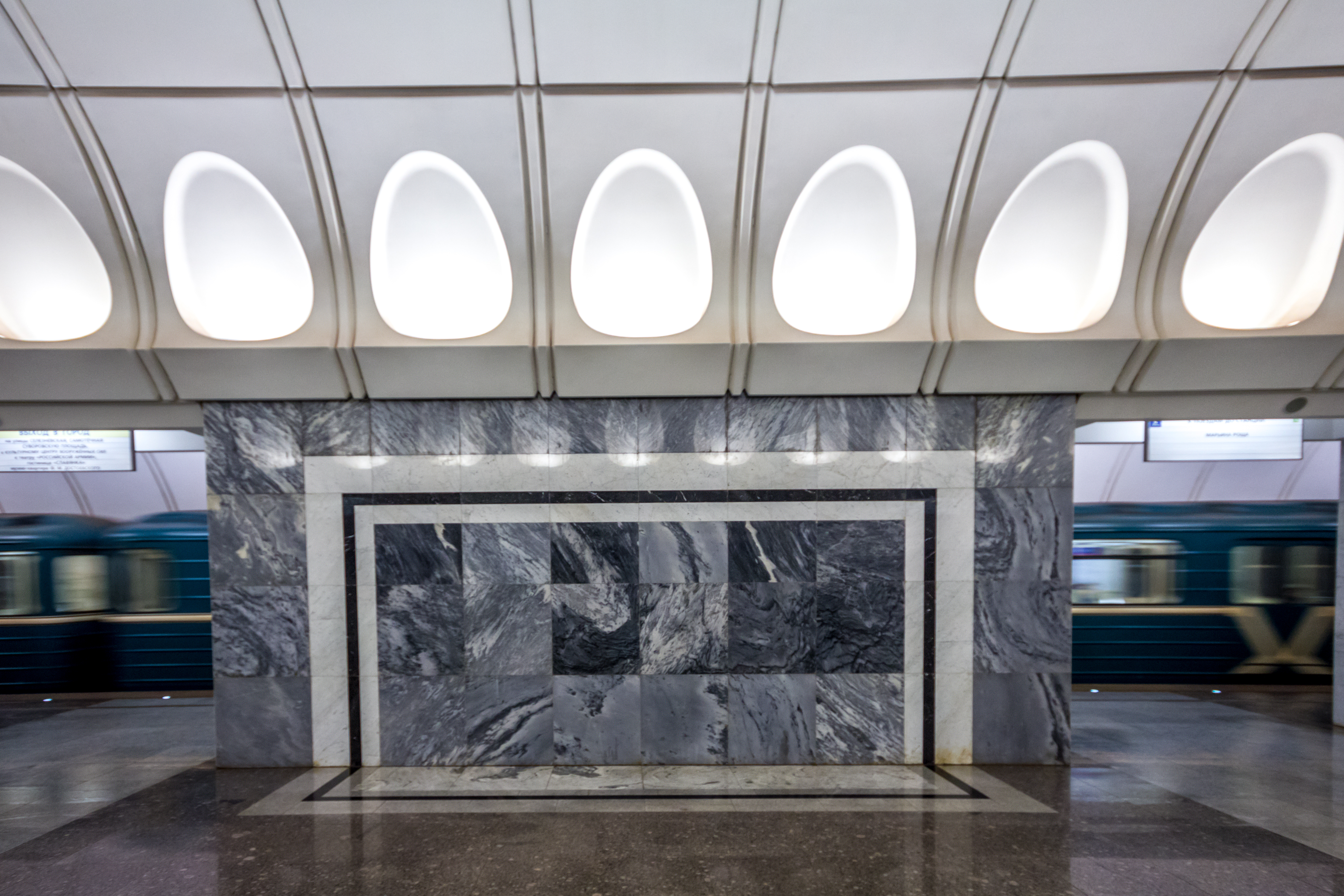
Пилон
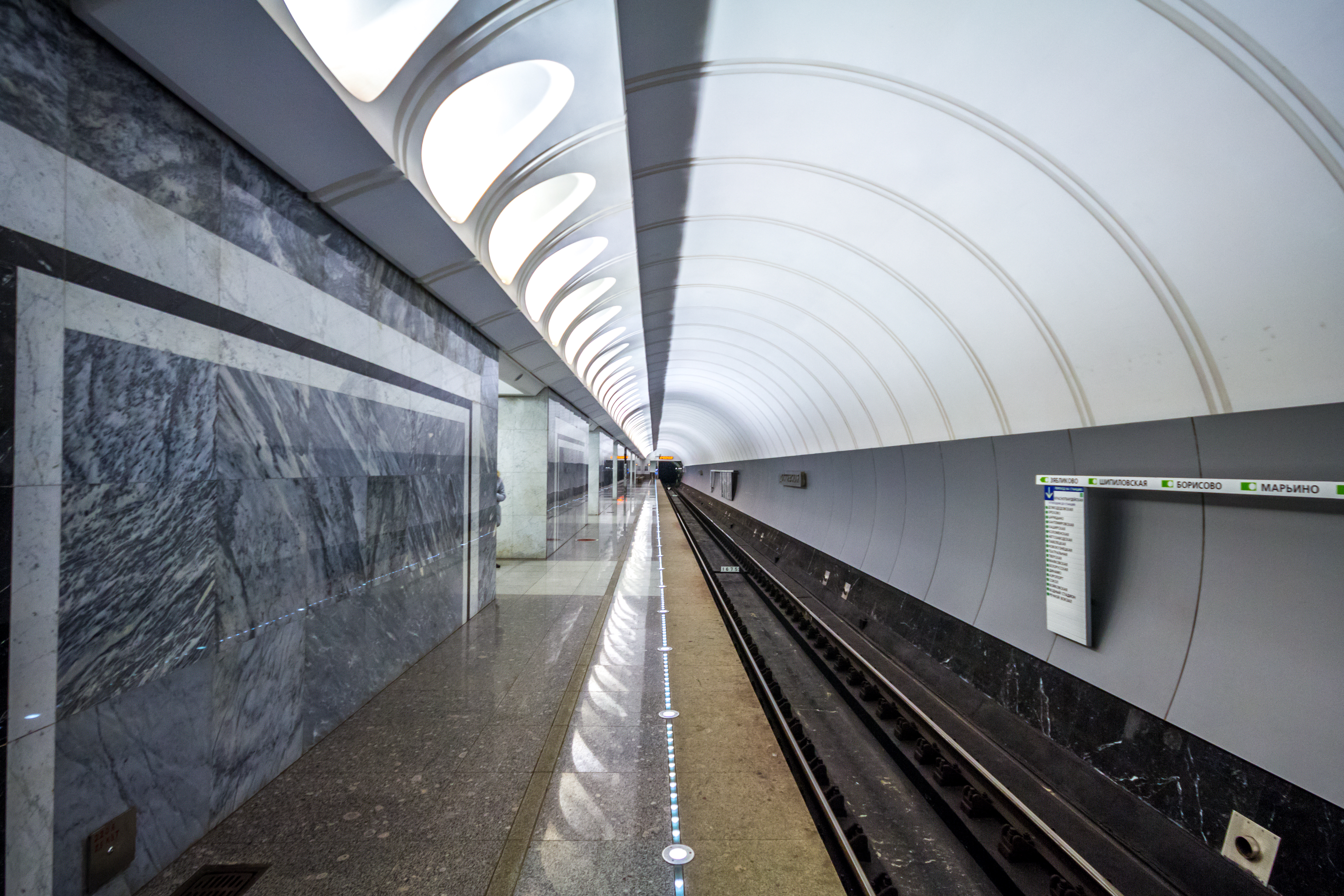
Посадочная платформа
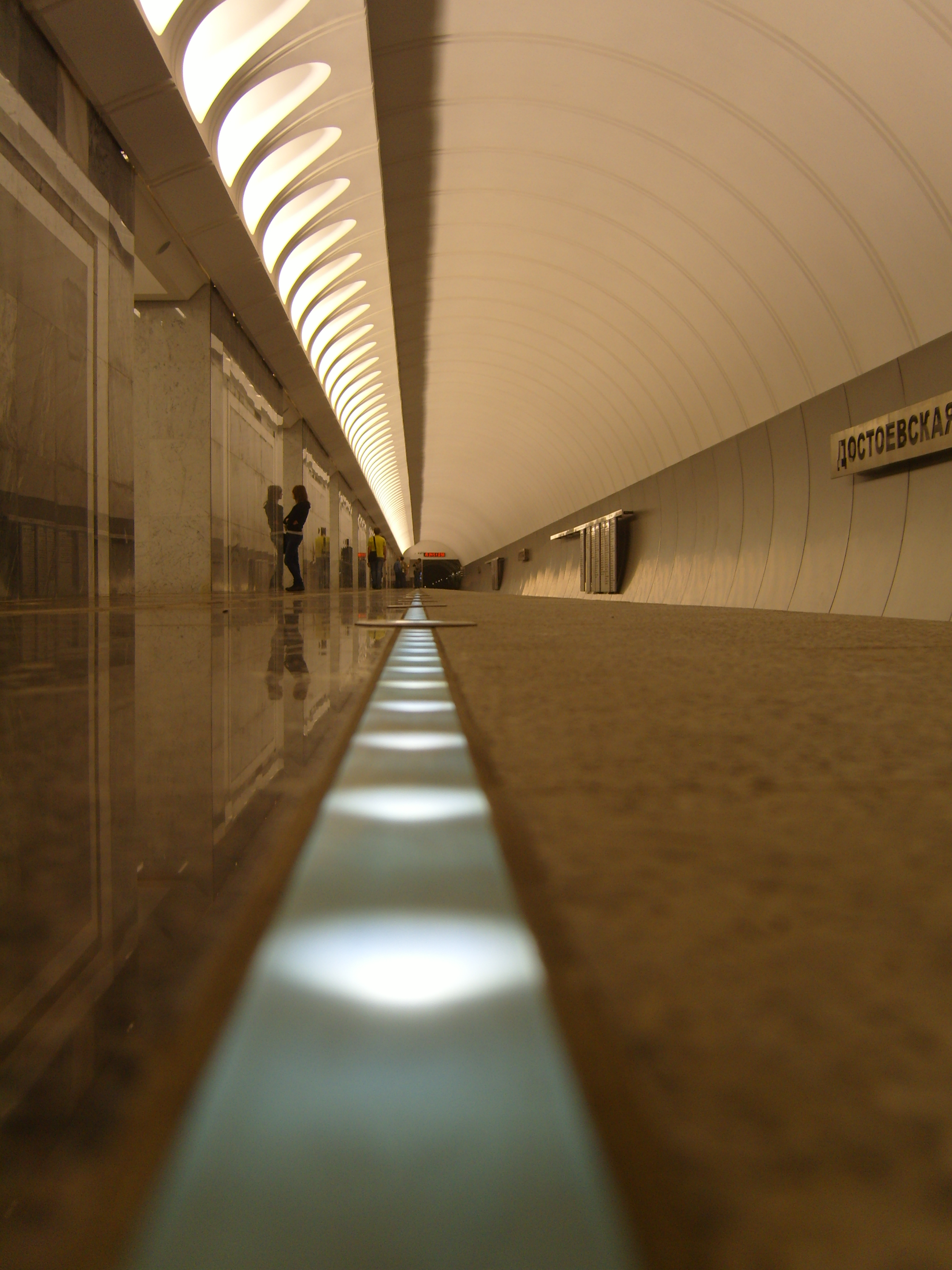
Световая полоса на платформе
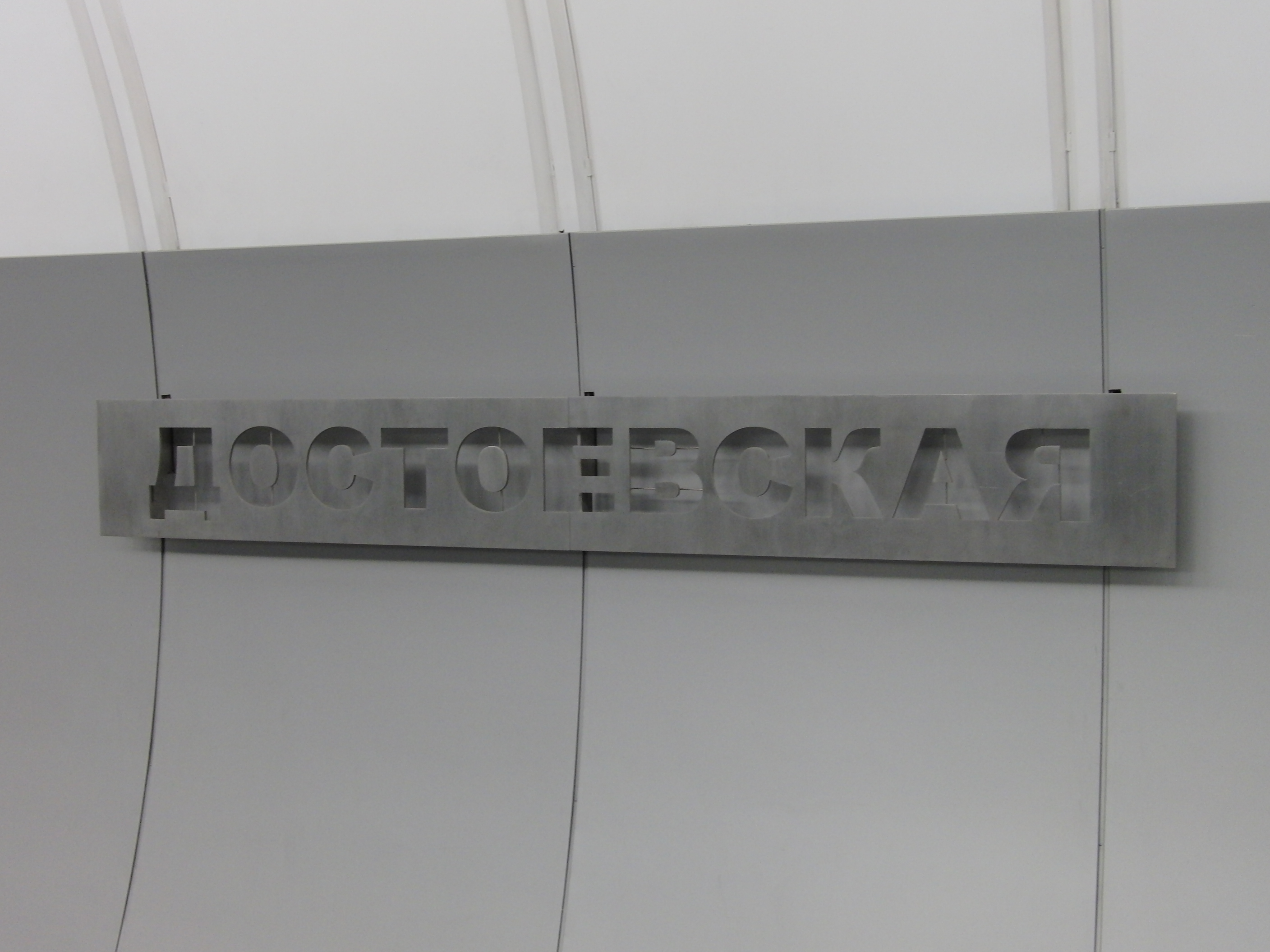
Название станции
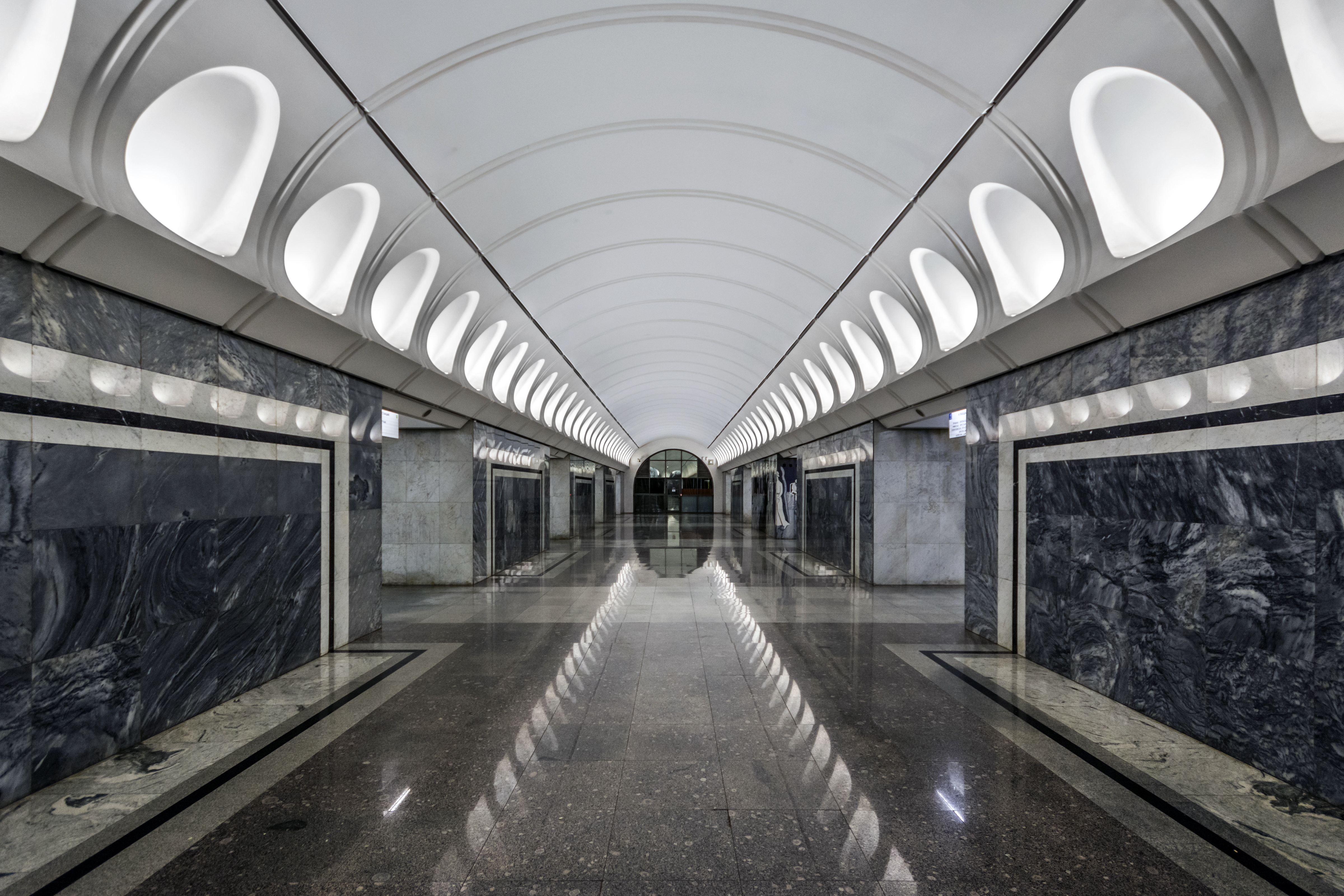
Вид из центра зала на торцевую стенку
Силуэт женщины на лестнице
Силуэт мужчины на лестнице
Панорама коридора к выходу
Портрет Ф.М. Достоевского
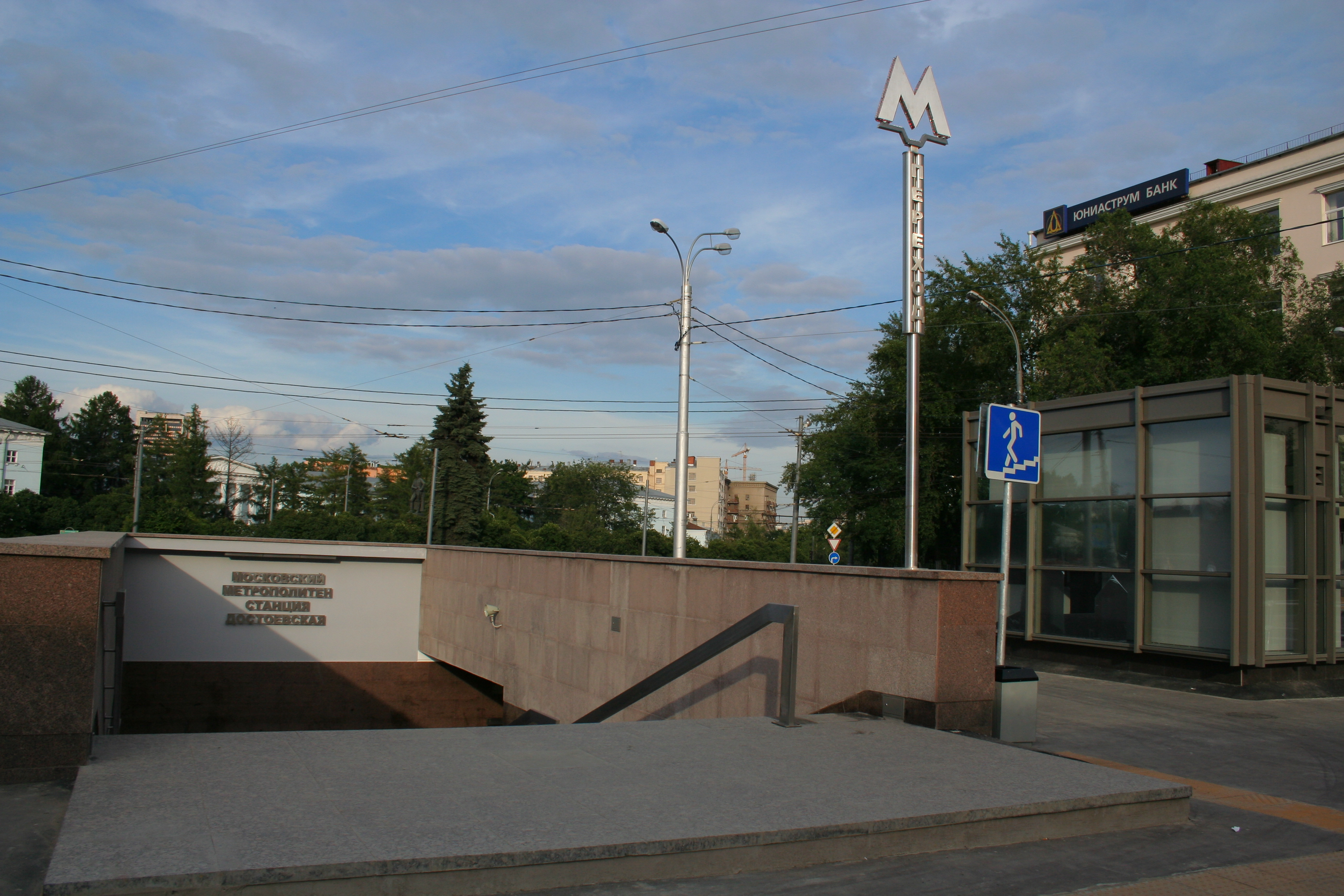
Вход на станцию

## Станция в цифрах
- Таблица времени прохождения первого поезда через станцию[11]:

| По чётным числам                 | Будние дни | Выходные дни |
| По нечётным числам               | Будние дни | Выходные дни |
| В сторону станции «Марьина Роща» | 05:54:00   | 05:43:00     |
| В сторону станции «Марьина Роща» | 06:00:00   | 06:00:00     |
| В сторону станции «Трубная»      | 05:43:00   | 05:54:00     |
| В сторону станции «Трубная»      | 05:51:00   | 05:51:00     |